# Euophrys herbigrada
Espèce
Synonymes
- Attus herbigradus Simon, 1871
- Euophrys molesta O. Pickard-Cambridge, 1912

Euophrys herbigrada est une espèce d'araignées aranéomorphes de la famille des Salticidae.

## Distribution
Cette espèce se rencontre en Europe, de la Lituanie au Portugal et du Royaume-Uni à la Grèce.

## Habitat
On la trouve majoritairement au niveau du sol et dans la végétation rase principalement dans les prairies, les champs et les bords de chemins.

## Description
Le mâle syntype mesure 3,5 mm et la femelle syntype 4,5 mm.
Les mâles mesurent de 3 à 3,8 mm et les femelles de 3,4 à 4,8 mm.
Le mâle possède un céphalothorax noir avec la face et les pédipalpes jaunes et un abdomen plutôt brun. La femelle est entièrement brun pâle, avec une série de chevrons plus ou moins visibles sur l’abdomen et une ligne de poils blancs sous les yeux.

## Comportement
Euophrys herbigrada est une espèce diurne qui utilise sa vue pour chasser ses proies et qui se nourrit principalement d’autres petits arthropodes.

## Systématique et taxinomie
Cette espèce a été décrite sous le protonyme Attus herbigradus par le naturaliste et arachnologue français Simon en 1871. Elle est placée dans le genre Euophrys par Simon en 1876.
Euophrys molesta a été placée en synonymie par Locket, Millidge et Merrett en 1974.

## Publication originale
- Simon, 1871 : « Révision des Attidae européens. Supplément à la monographie des Attides (Attidae Sund.). » Annales de la Société Entomologique de France, sér. 5, vol. 1, p. 125-230 & 329-360 (texte intégral).